# Albin Čebular
Albin Čebular, slovenski pesnik, pisatelj, etnograf, * 17. september 1900, Mokronog, † 24. maj 1952, Logatec.

## Življenjepis
Rodil se je kot Albin Anton Čebular očetu sodniškemu služabniku Francu in materi Apoloniji (rojena Reš). Z družino so se kmalu po njegovem rojstvu preselili v Logatec, kjer je obiskoval osnovno šolo, meščansko šolo je zaključil v Postojni. V Ljubljani, kjer je obiskoval učiteljišče, so s sošolci ustanovili svoj literarni krožek in glasilo, imenovano Vesna. Prvo službo je dobil na Talčjem Vrhu pri Črnomlju, kjer se je spoznal z novim krogom umetnikov. Konec dvajsetih let so ga prestavili na Bled, tam je med drugim spoznal Alojza Gradnika. Rad je prebiral in se zgledoval po delih indijskega pesnika Rabindranatha Tagoreja, češkega pesnika Vladimirja Vaška, nemških, francoskih, kitajskih lirikov ter po svojem daljnem sorodniku Francetu Prešernu. Njegovo zapuščino hrani Belokranjski muzej v Metliki.

## Delo
Pisal je predvsem pesmi. V samozaložbi je izšlo šest njegovih pesniških zbirk. Nekaterim zbirkam je sam izdelal platnice, ohranjeni so njegovi rokopisi . Pisal je tudi za otroke, v listu Mladi junak so objavili zgodbici Škrati ter Polžek in Pikapolončica. Zelo iskana je bila tudi njegova igra Sirota Marica. Izdal je dve zbirki ugank, otroške pesmi je objavljal v mladinskih listih . Motive je jemal iz narave, najraje je pisal o živalih.
Slog Čebularjevih pesmi je impresionističen, zgrajen na drobnih vtisih zunanjega sveta, ki jih povezuje pesnikovo razpoloženje. Čiste impresije, naslonjene na oris zunanje narave, je manj (Snežinke). Pogosto se je odločil za obliko soneta. Njegove pesmi so objavljali Proletarec, Ameriški družinski koledar, Mladinski list, Prosveta, Cankarjev glasnik ... Opazne so pesmi o rudarjih, tovarniških delavcih, kmetu in vinogradnikih. Velik del njegove lirike je ljubezenske. Te pesmi so bodisi šaljive bodisi izpovedne (Labodova pesem). Pomemben del njegovega ustvarjanja je tudi poezija v prozi (zbirke: Pod večernimi gorečimi oblaki, Na planetu prokletstva, Plakajoči berač, Iz govoreče mrtvašnice ... ). Med poezijo in prozo bi lahko uvrstili še šest zbirk Utrinkov ali, kot jih je sam imenoval, »pesmoprozaičnih modric«. Gre za eno- in večpovedne misli, ki so se mu porodile ob določenem dogodku. Utrinkom je podobna zbirka Mrvice.
Najkrajša prozna besedila so njegova razmišljanja, ki ne obsegajo niti ene strani (Življenje, Mladost, V kotu orkestra, V kotu salona, Umetnik in domovina ter Novo leto). Pod naslovom Pripovedke je zbranih šest krajših besedil, ki spadajo v ustno slovstvo (Na Bajdnik, Slednja izpoved, Zakaj ne streljajo mačke, Zvitorepa, O volku, Nad medveda). Najdaljše leposlovno delo, ki se je ohranilo v zapuščini, so Gozdni klateži, kjer prikazuje naravo, gozdne živali in lov na divjad. V lovsko pripovedništvo spadajo zgodbe Iz lovskega oprtnika, kjer prikazuje lov na merjasce, divje mačke in volkove. Čebular je tudi rad potoval in napisal dva potopisa. Prvi popisuje turo Črnomelj-Talčji Vrh-Mirna gora, drugi pa Črnomelj-Miklarji-Nemška Loka. Pisal je o železovi rudi, cerkvah, petroleju, požarih v Beli krajini, geodinamiki, nošah, posebej pa o čebelarstvu. Popisal je tekoče vode in nekatere občine v Beli krajini, hotele, gostilne.